# Công giáo và Dân tộc (báo)
Công giáo và Dân tộc (viết tắt: CGvDT) là một tờ tuần báo Công giáo xuất bản tại Việt Nam, ra đời vào ngày 10 tháng 7 năm 1975. Tờ báo này mang nội dung đề cập đến các vấn đề Công giáo, văn hóa, xã hội, thời sự nói chung. Theo pháp luật và quy chế hiện hành, báo này hiện nay vẫn thuộc sự quản lý của Ủy ban đoàn kết Công giáo Thành phố Hồ Chí Minh.

## Lịch sử hình thành
Báo Công giáo và Dân tộc ra đời vào ngày 10 tháng 7 năm 1975, là một trong số tờ báo ra đời sớm nhất tại Sài Gòn từ sau khi chính thể Việt Nam Cộng hòa sụp đổ. Báo ra số đầu tiên in offset, dày 20 trang, khổ 30 x 40. Ban đầu, trụ sở tòa soạn ở 289 Hai Bà Trưng (lầu 3). Đến tháng 3/1976, tòa soạn mới chuyển về 370 Cách mạng tháng 8, quận 3 cho đến nay.
Trong giai đoạn đầu, từ 1975 đến 1980, tờ báo chủ yếu viết về nội dung hòa hợp dân tộc, động viên đồng bào Công giáo hòa nhịp cùng cả nước xây dựng và bảo vệ đất nước.
Tổng biên tập hiện tại là linh mục Phêrô Phan Khắc Từ, thuộc linh mục đoàn Tổng giáo phận Thành phố Hồ Chí Minh (đã mất).
Hiện tại, tòa nhà mới báo Công giáo và Dân tộc đang được xây dựng tại địa chỉ cũ, với quy mô dự kiến 13 tầng.